# Henri Barbusse
Henri Barbusse (n. 17 mai 1873, Asnières, Seine, Franța – d. 30 august 1935, Moscova, URSS) a fost un prozator francez, militant comunist și pacifist. A fost membru al Partidului Comunist Francez din anul 1923.

## Opinii politice
Barbusse a fost un susținător declarat al bolșevicilor, ajungând chiar să se mute în Moscova în 1918, pentru a intra în Partidul Comunist. Tot aici s-a căsătorit cu o rusoaică, împrieteindu-se și cu Lenin. Întors în Franța, Barbusse s-a înscris în Partidul Comunist Francez. 

### Henri Barbusse și România
Informații suplimentare: Răscoala de la Tatarbunar
În noiembrie 1925 a sosit la Chișinău o delegație vest-europeană condusă de Henri Barbusse, care a asistat la procesul celor participanți la răscoala pro-bolșevică de la Tatarbunar. În 1926, el a scris cartea Călăii (în franceză Les bourreaux), în care își descria experiența participării la „Procesul celor 500”. În această carte, scriitorul acuză România de "represiune împotriva populației din Basarabia, asuprită de români". Multe secvențe din această carte au fost folosite de propaganda sovietică pentru a justifica anexarea Basarabiei, iar cartea este folosită și azi ca argument de către organizațiile antiromânești și moldoveniste din Republica Moldova (de exemplu PCRM, mișcarea Eu sînt moldovan, eu grăiesc moldovenește, site-ul moldovenii.md). În filmul Mînia, ce are la bază viziunea sovietică a răscoalei, scriitorul este interpretat de actorul Nikolai Olîalin. 
Barbusse a fost bun prieten cu scriitorul român comunist Panait Istrati, însă cei doi s-au distanțat, din cauza vederilor diferite asupra URSS.
În zilele noastre, străzi din Cluj-Napoca și Craiova poartă numele lui Henri Barbusse.

## Opera
- 1908 - Infernul ("L'Enfer");
- 1916 - Focul ("Le Feu"); pentru care i s-a decernat Premiul Goncourt
- 1919 - Transparență ("Clarté");
- 1919 - Iluzia ("L'Illusion");
- 1920 - Cuvintele unui combatant ("Paroles d'un combattant");
- 1921 - Noi, ceilalți ("Nous autres");
- 1921 - Cu cuțitul între dinți ("Le Couteau entre les dents");
- 1927 - Manifest către intelectuali ("Manifeste aux Intellectuels");
- 1930 - Rusia ("Russie")
- 1930 - Zola ("Zola");
- 1934 - Îl cunoști pe Thaelmann? ("Connais-tu Thaelmann?");
- 1935 - Stalin. O lume nouă văzută printr-un om ("Staline. Un monde nouveau vu à travers un homme");
- 1936 - Lenin și familia sa ("Lénine et sa famille");
- 1937 - Scrisorile lui Henri Barbusse adresate soției sale, 1914 - 1917 ("Lettres de Henri Barbusse à sa femme 1914 - 1917").